# Либерленд
Ли́берленд, официально — Свобо́дная Респу́блика Ли́берленд (англ. Free Republic of Liberland) — виртуальное государство в юго-восточной Европе, претендующее на необитаемый, спорный земельный участок на западном берегу Дуная между Хорватией и Сербией. О создании государства было объявлено 13 апреля 2015 года чешским правым либертарианцем и активистом Витом Едличкой.
Официальный сайт Либерленда заявляет, что государство было создано благодаря текущему спору о хорвато-сербской границе, согласно которому на некоторые территории к востоку от Дуная претендует как Сербия, так и Хорватия, в то время как некоторые территории к западу от Дуная, включая территорию Либерленда, Хорватия считает частью Сербии, но сама Сербия на них не претендует.
Спорная территория площадью 7 квадратных километров приблизительно соответствует по размеру Гибралтару и находится под контролем Хорватии со времён войны Хорватии за независимость. Либерленд не получил дипломатического признания со стороны государств — членов Организации объединённых наций, однако он наладил дипломатические отношения с непризнанным государством Сомалиленд и получил признание от Виконтства Еличина.

## Расположение
Спор касательно границы вдоль берегов Дуная впервые возник в 1947 году, но так и оставался нерешённым на протяжении существования послевоенной Югославии. Он стал актуален после распада Югославии. Сербия придерживается мнения, что тальвег долины Дуная и центр реки представляют собой государственную границу двух стран. Хорватия не согласна и полагает, что граница государства соответствует границам обозначенным в кадастре муниципалитетов и проходит вдоль реки, отклоняясь от неё в нескольких местах, что соответствует руслу Дуная, каким оно было в девятнадцатом веке, до того, как изменилось ввиду естественных и рукотворных факторов. В результате Хорватия претендует на значительную территорию, находящуюся под контролем Сербии, в то время как Сербия не претендует на незначительную территорию, находящуюся под контролем Хорватии.
Таким образом, по мнению Вита Едлички, территория, на которую он претендует, известная как Горня Сига (Gornja Siga, что значит верхний туф), не находится в сфере интересов ни одной из сторон.
Территория Либерленда в основном покрыта лесами. На ней нет жителей. Журналист чешской газеты Парламентская переписка (Parlamentní Listy), который посещал эту территорию в апреле 2015 года, обнаружил заброшенный (по словам людей, живущих поблизости) на протяжении последних тридцати лет дом и дорогу к нему в крайне скверном состоянии.
Дунай, предоставляющий свободный доступ к Чёрному морю для нескольких материковых государств, проходит вдоль территории самопровозглашённого государства.

## История

### Провозглашение
В день провозглашения республики Витом Едличкой и несколькими его сторонниками был поднят флаг в Горня Сига. Флаг имеет жёлтый фон (который символизирует либертарианство), через который посредине проходит горизонтальная чёрная полоса (символизирует анархию/восстание), с гербом, расположенным в центре. Едличка член Партии свободных граждан Чехии, ценности которой основаны на классической либеральной идеологии.
Едличка заявил, что ни Сербия, ни Хорватия, ни какая либо другая нация не заявляет прав на эту землю (terra nullius). Граница, согласно его утверждениям, была определена в полном соответствии с хорватскими и сербскими притязаниями и не нарушает ничьего суверенитета. В апреле 2015 года Едличка сказал, что официальная дипломатическая нота будет направлена как Сербии, так и Хорватии, а затем и остальных странам, с формальным запросом международного признания.
18 декабря 2015 года Едличка провёл собрание, на котором представил первое временное правительство Либерленда, его министра финансов, министров иностранных и внутренних дел, министра юстиций и двух вице-президентов.

### Доступ
Хорватские власти часто блокируют доступ к территории Либерленда, начиная с мая 2015 года.
В мае 2015 года Вит Едличка и его переводчик Свен Самбуньяк были задержаны полицией Хорватии вскоре после попытки пересечения границы. Едличка провёл ночь в камере предварительного задержания и был приговорён судом к уплате штрафа за незаконное пересечение хорватской границы, но подал апелляцию. Вит утверждал, что на этой территории было как минимум три гражданина Либерленда, которые приехали из Швейцарии. Позднее, в том же месяце, Вит Едличка снова был задержан. Изначально репортёры могли попасть на территорию Либерленда вместе с Едличкой, но затем им был воспрещён вход туда, включая журналистов сербского публичного Радио и Телевещания Воеводины и Боснийской газеты Аваз сегодня.
Были задержаны граждане разных стран (Германии, Дании, Ирландии и Соединённых штатов Америки). Полиция Хорватии продолжает задерживать людей, включая тех, кто попал на территорию на лодке (через международные воды). Один из задержанных, датский активист Ульрих Гроссель Хагенсен, был помещён под домашний арест на 5 дней, а затем приговорён к 15 дням тюрьмы. Он организует протесты в Дании.
В мае 2016 года были опубликованы решения суда Хорватии по некоторым из апелляций. Суд признал пересечение границы Либерленда со стороны Хорватии незаконными, но признал обвинения в пересечении границы со стороны Сербии несостоятельными. Суд постановил, что суд младшей инстанции допустил «существенные процессуальные нарушения». Также было установлено, что «факты были некорректно получены и не полностью изучены [прокурором], что могло привести к неверному применению материального права». 6 из 7 дел были направлены на повторное слушание. От суда нижней инстанции потребовали определить положение границы и где она была пересечена.

## Законность
Эксперты в области юриспруденции в Сербии и Хорватии сходятся на том, что претензии Едлички не имеют правовой основы, множество источников подтверждают, что и Хорватия и Сербия предъявляют свои права на землю, на которую претендует Едличка. Как Сербия, так и Хорватия отвергают претензии Едлички как несостоятельные, но реагируют на них по-разному. 24 апреля 2015 года Министерство иностранных дел Сербии постановило, что, несмотря на то, что они не воспринимают этот вопрос серьёзно, «новое государство» не посягает на сербскую границу, которая определяется берегом Дуная. Хорватия, под управлением которой на данный момент находится спорная территория, постановила, что после международного арбитража спорная территория должна отойти Хорватии или Сербии, но не третьей стороне.
Статья в Чикагском журнале международного права при юридическом факультете Чикагского университета рассмотрела притязания Либерленда на статус государства в свете критериев изложенных в конвенции Монтевидео. Согласно автору, «Хорватия настаивает на том, что Либерленд — часть Сербии, что может означать отказ Хорватии от прав на Либерленд. С другой стороны, если территория, на которую претендует Либерленд, сербская, отказ от территории правительством Сербии может означать, что она приобретает статус terra nullius. В таком случае, территория будет принадлежать первому, кто предъявит на неё права, в нашем случае это Либерленд».

## Отзывы
Эксперты в области юриспруденции в Сербии и Хорватии сходятся на том, что претензии Едлички на территорию, которая на данный момент является спорной для обеих наций, не имеют правовой основы. Журналисты не уверены, насколько серьёзны притязания Едлички, некоторые считают это рекламным трюком.
В интервью Парламентская переписка (Parlamentní Listy) в апреле 2015 года Едличка сказал, что с одобрением к его действиям отнеслась в основном Партия свободных граждан, в которой он является региональным председателем, некоторые члены Гражданской демократической партии Чешской Республики и Чешская пиратская партия.
20 мая 2015 года Петр Мах, лидер Партии свободных граждан, выразил поддержку созданию страны, основанной на идеалах свободы и добавил, что Партия свободных граждан стремится к тому, что бы Чешская Республика стала столь же свободной страной.
Доминик Строкал из Чешско-словацкого отделения Института Людвига фон Мизеса написал: «Авантюра Вита обернулась успехом. Весь мир пишет о Либерленде и „налоговой конкуренции“, „либертарианстве“ и т. п.»
Горан Войкович, профессор юриспруденции и обозреватель Хорватского новостного портала Index.hr, описывал Либерленд как «цирк, угрожающий хорватской территории», и утверждал, что существует риск того, что притязаний Хорватии на территории на другой стороне Дуная могут быть ослаблены тем вниманием, которое привлёк Либерленд к вопросу спорных границ.
В 2016 году статья Stratfor подвела итог: «Случай Либерленда интересен, так как, в принципе, никто из действующих лиц, которые могут получить контроль над территорией, похоже, в этом не заинтересован. Но это, вероятно, останется просто забавным курьёзом, который не повлечёт за собой значимых последствий на международном уровне. Что же касается остальных спорных территорий нашего мира, жестокость и дипломатия останутся и основными инструментами подтверждения притязаний».

## Правительство
Для управления Либерлендом было предложено избрать методом электронного голосования правительство, включающее от десяти до двадцати членов. Либерленд намерен вести открытую политику. Цель микронации, согласно сайту Либерленда, создать «общество, где достойные люди могут процветать с минимальными налогами и влиянием со стороны государства». Основатели были вдохновлены такими странами, как Монако и Лихтенштейн.
Либерленд опубликовал черновик конституции и список законов, которые должны быть в неё включены. Этот документ описывает Либерленд как страну под управлением независимых исполнительной, законодательной и судебной ветвей власти, которые должны обеспечивать гражданские права, включая право собственности, свободу слова и право на хранение и ношение оружия. Также он содержит список уголовных преступлений, включая «загрязнение окружающей среды» и «нарушение общественного порядка» в дополнение к таким преступлениям, как убийство, непреднамеренное убийство или воровство. В качестве государственной валюты планируется использование криптовалюты под названием Merit, но при этом не будет введено никаких ограничений на использование любой другой валюты.

## Гражданство

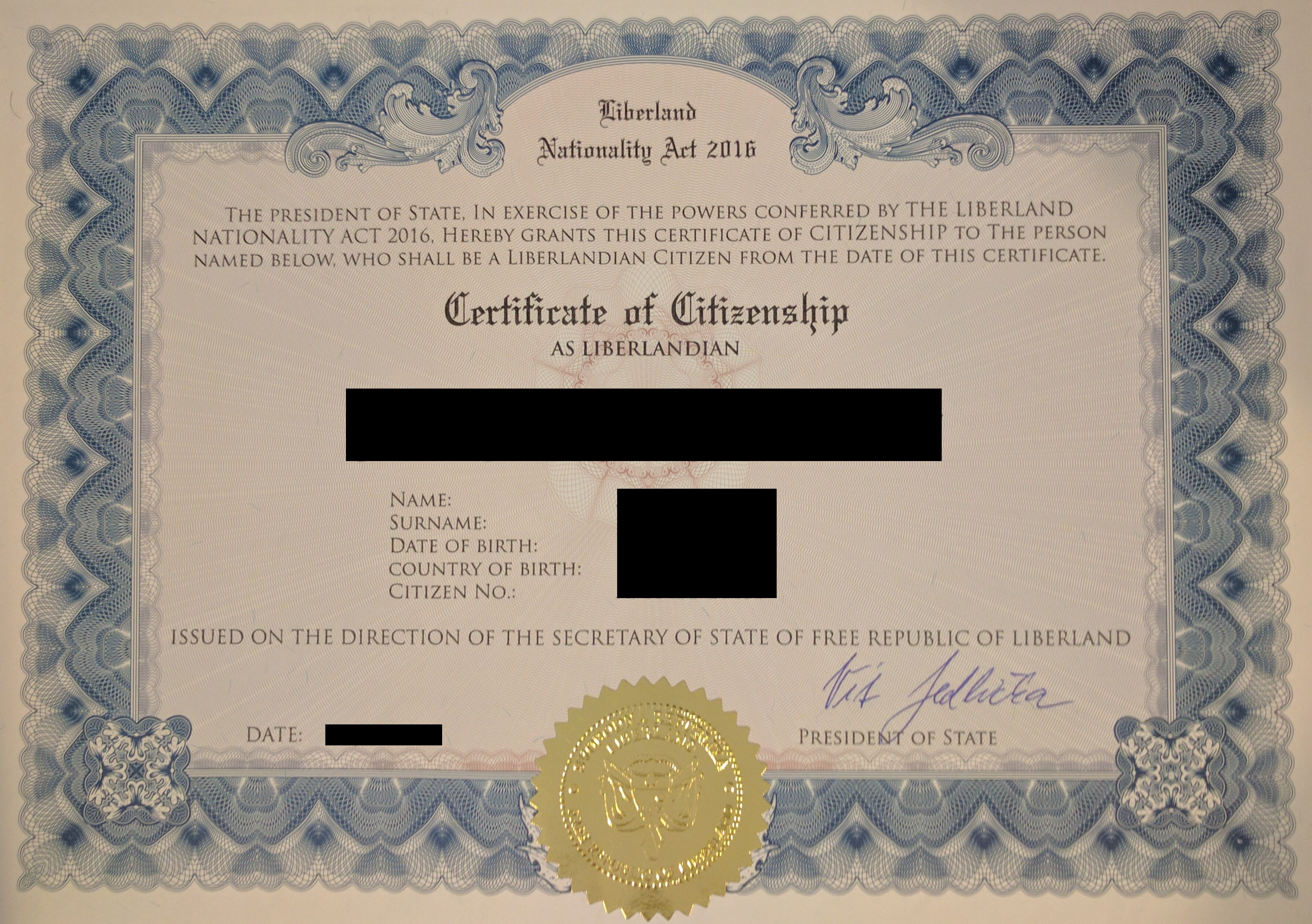
Сертификат Гражданства Либерленда

20 апреля 2015 года Едличка в Пражском экономическом университете прочёл лекцию, озаглавленную «Либерленд — как рождается государство». Он обсудил различные аспекты своего проекта и то внимание, которое он привлёк во всем мире. Одним из поднятых вопросов была конвенция Монтевидео; он пояснил, что Либерленд должен удовлетворять принципам, изложенным в конвенции, которые используются для определения государства. На момент лекции уже было назначено десять послов, опытных дипломатов, представляющих интересы Либерленда в десяти разных странах. Кроме того, на лекции были затронуты концепция добровольного налогообложения и то, как большое количество людей, желающих получить гражданство, сделало необходимым пересмотр процесса его получения, чтобы увеличить эффективность, так как изначально в его основе лежал только адрес электронной почты.
Согласно официальному сайту, на сегодняшний день Либерленд принимает людей, которые уважают окружающих и их мнение, вне зависимости от их расы, этноса, сексуальной ориентации или религии, уважает частную собственность, которая является неприкосновенной, и не имеют криминального прошлого. Либерленд получил 200 000 прошений о предоставлении гражданства за первую же неделю. В начале мая 2015 года Либерленд удовлетворил около тридцати прошений. Церемония должна была происходить на территории Либерленда, но хорватские пограничники не позволили попасть туда со стороны Хорватии. Попытка попасть туда на рыбацкой лодке со стороны Сербии провалилась, так как у местных рыбаков не было разрешения на транспортировку людей. Сербская полиция проинформировала Едличку, что любой, кто попробует незаконно пересечь границу будет арестован. Импровизированная церемония прошла в селе Бачки Моноштор.
Конституция пересматривалась несколько раз. На данный момент черновик включает четыре раздела. Он включает Билль о правах и регулирует вопросы, связанные с государственным управлением, политическими институтами, законодательной и судебной властями.
16 февраля 2018 года бывшему кандидату в президенты Соединённых штатов Америки Рону Паулу был официально вручен Едличкой паспорт Либерленда за его достижения в борьбе за свободу.

## Признание
Либерленд не получил дипломатического признания со стороны государств — членов Организации объединённых наций. Однако Либерленд установил дипломатические отношения с Сомалилендом, самопровозглашённым государством, которое провозгласило независимость от Сомали в 1991 году. Либерленд и Сомалиленд подписали Меморандум о взаимопонимании в сентябре 2017 года с целью установить более близкие отношения и сотрудничество в областях технологии, энергоснабжения и банковского дела.

### Официальные заявления со стороны суверенных государств
- Хорватия: Либерленд упомянуло Министерство иностранных дел Хорватии, но затем публично опровергло это как шутку[58]. 29 июня 2015 года Министерство иностранных дел Хорватии сказало, что статус Горня Сиги не определён, но это не terra nullius, и после международного арбитража территория отойдёт Хорватии или Сербии, но не третьей стороне[41]. Однако, в мае 2016 года Влахо Орепич (Vlaho Orepić), министр иностранных дел Хорватии, в письме Миро Ковачу, министру внутренних дел Хорватии, охарактеризовал Либерленд как «провокационную идею, достигшую серьёзного размаха», которая «представляет угрозу для Республики Хорватия». Письмо призывало к поиску решения задачи предотвращения распространения идеи и попыток создания Либерленда и рекомендовало «Министерству внутренних дел, Агентство безопасности и разведки (SIA), Министерству юстиции и Министерству иностранных дел координировать необходимые меры и действия, с целью остановить распространение провокационной идеи»[59]. 17 января 2017 года Либерленд обсуждался в парламенте Хорватии (Sabor) Иваном Пернаром, членом партии Живой Щит, который утверждал, что Хорватии стоит рассмотреть возможность признания Либерленда[60].
- Сербия: Министерство иностранных дел Сербии постановило, что Либерленд не посягает на границы Сербии, но сам проект является «легкомысленным»[40].
- Египет: Министерство иностранных дел Египта предостерегло граждан о возможном мошенничестве, связанным с Либерлендом и направленным на граждан, которые ищут работу за рубежом. «Египтянам следует искать информацию в министерстве иностранных дел, а не в социальных медиа, перед тем, как отправляться работать за рубеж»[61].
- Чешская Республика: Министерство иностранных дел Чехии заявило, что не причастно к действиям господина Едлички и не имеет к ним отношения. Министерство добавило, что «господин Едличка, как и любой гражданин Чехии, находясь на территории Хорватии или Сербии, обязан соблюдать местное законодательство. Чешская Республика рассматривает действия господина Едлички, как неуместные и потенциально вредные»[62]. Через посольство Чехии в Загребе оно предупредило, что «попытки создать новое „государство“ не имеют основания в международном законодательстве» и «на территории Хорватии, граждане Чешской Республики, так же, как и другие иностранные граждане, обязаны придерживаться местного законодательства, включая текущий режим пересечения хорвато-сербской границы. Пересечение хорватской границы (то есть, внешней границы Европейского союза) вне пропускных пунктов, как это делают некоторые путешественники с целью попасть в так называемый Либерленд, является очевидным нарушением закона»[63].
- Польша: 24 июля 2016 г. 7 членов Польского парламента от Кукиз’15 (польское правое политическое движение) в сотрудничестве с местными активистами Либерленда отправили официальный вопрос министру иностранных дел Витольду Ващиковскому, когда Польша признает Свободную республику Либерленда как независимое государство[64], и получила ответ в августе[65]. В нём говорилось, что Либерленд не соответствует критериям государственности[66].

### Заявления со стороны непризнанных государств
- Сомалиленд, самопровозглашённое государство, которое рассматривается международным сообществом как автономный регион Сомали[67][68], начало процесс взаимного признания с Либерлендом и взаимного сотрудничества по множеству важных направлений[14][15][69][70][71].

### Официальные заявления со стороны политических партий
Несколько второстепенных партий без представителей на государственном уровне выразили поддержку Либерленду.
- : 20 мая 2015 года лидер Партии свободных граждан Петр Мах выразил поддержку Либерленду и написал, что он хотел бы, чтобы Чешская Республика стала похожа на Либерленд[72].
- : 16 апреля 2016 года Швейцарская партия независимости (Unabhängigkeitspartei) под предводительством Бренды Мэдер (Brenda Mäder) выразила поддержку Либерленду и призвала к признанию Либерленда швейцарским правительством[73].
- : 31 мая 2015 года Либертарианская партия Испании выразила поддержку Либерленду[74].
- : Либеральная демократическая партия Турции (LDP) признала Либерленд как независимое государство[75].
- : 19 февраля 2018 года Либертарианская партия Канады выразила поддержку и признание Либерленда[76].

### Поддержка со стороны других микрогосударств
Несколько микрогосударств выразили поддержку Либерленду.
- Королевство Северный Судан, которое претендует на территорию Бир-Тавиль на границе Египта и Судана, признало Либерленд[77][78].
- Королевство Энклава, которое претендует на спорные земли к северу от Либерленда[79] также признало его[78].
- Княжество Силенд выразило поддержку Либерленду[80][81].

### Поддержка со стороны организаций
- 16 апреля 2017 года Bitnation анонсировала партнёрство с Либерлендом[82].
- 20 апреля 2017 года Либерленд подал заявление на вступление в Организацию наций и народов, не имеющих представительства. Заявление было представлено и защищено месяцем позже в Брюсселе. В июне 2017 года делегация Либерленда была приглашена наблюдать за проведением тринадцатой Генеральной ассамблеи, в ходе которой были выбраны президент и члены правительства[83].